# Yinxu
Yinxu (chinesisch 殷墟, Pinyin Yīnxū – „Ruinen von Yin“) sind die Überreste der Hauptstadt Yin der späteren Shang-Dynastie, die an den beiden Ufern des Flusses Huan He (洹河), in der Gemeinde Xijiao (西郊乡) des Stadtbezirks Yindu (殷都区) der bezirksfreien Stadt Anyang, im Nordwesten der Provinz Henan in der Volksrepublik China gefunden wurden. Die wichtigsten Fundorte in Xijiao waren die Dörfer Xiaotun (小屯) und Huayuanzhuang (花园庄). Die Ruinen stammen aus dem 14. bis 11. Jh. v. Chr. Yin wurde von Pan Geng zur Hauptstadt bestimmt und blieb es bis zum Ende der Shang-Dynastie. 

## Eintrag in die Welterbe-Liste
Die Stätte steht seit 1961 auf der Liste der Denkmäler der Volksrepublik China (1-142).  Auf der Sitzung des UNESCO-Welterbe-Komitees in Vilnius vom 8.–16. Juli 2006 wurde Yinxu in die Liste des UNESCO-Welterbes aufgenommen. Begründet wurde die Eintragung mit dem Umstand, dass Yinxu als ehemalige Hauptstadt der späten Shang-Dynastie einen Austausch verschiedener Kulturen und einen Höhepunkt in der chinesischen Bronzezeit repräsentiere. Die Palastanlagen, Schreine und Königsgräber seien Zeugnisse früher chinesischer Architektur und Prototypen für Anlagen in späteren Zeiten. Die materiellen Relikte von Yinxu gäben Zeugnis von der frühen Entwicklung der chinesischen Schrift und Sprache, der sozialen Organisation und wichtiger historischer Ereignisse.

## Entdeckungsgeschichte und Funde
Am Ende des 19. und Anfang des 20. Jh. wurden hier Orakelknochen entdeckt, allerdings begann eine erste systematische offizielle Erkundung erst ab 1928 unter Leitung von Li Ji. Die archäologischen Ausgrabungen wurden 1937 durch den Zweiten Japanisch-Chinesischen Krieg unterbrochen und erst Jahrzehnte später nach dem Ende des Chinesischen Bürgerkriegs unter neuer Leitung wieder aufgenommen. 
Bereits während der ersten Ausgrabungsphase wurden 300 Gräber, darunter vier Königsgräber, und Reste eines königlichen Palasts entdeckt. Unter den Funden waren frühe Zeugnisse chinesischer Bronzekunst und zahlreiche beschriebene Orakelknochen.
Auf den Orakelknochen aus Yinxu sind mehr als 4500 individuelle Schriftzeichen identifiziert worden, wovon mehr als 1700 entziffert werden konnten. Bei diesen Schriftzeichen handelt es sich um Vorläufer der modernen chinesischen Schrift. Aus der Forschung der Orakelknochen entwickelt sich eine neue Disziplin.
Im Jahre 1976 entdeckten Archäologen 100 Meter nördlich vom Dorf Xiaotun in Anyang das ungeplünderte Grab von Fu Hao (Ehefrau des Shang-Königs Wu Ding). Dort fanden sich insgesamt 1928 Objekte – darunter 468 bronzene Gefäße und 755 Objekte aus Jade – sowie fast 7000 Kaurischnecken, die im damaligen China Zahlungsmittel waren (siehe Kaurigeld).